# Sexterapi
Sexterapi är en terapiform som söker behandla de psykologiska orsakerna till bland annat bristande sexlust, impotens och för tidig ejakulation.
En sexterapeut kan även ge råd om deras sexliv.